# José Eulogio Gárate
Gárate, właśc. José Eulogio Gárate Ormaechea (ur. 20 września 1944 r. w Sarandí)– hiszpański piłkarz pochodzenia argentyńskiego, reprezentant kraju grający na pozycji napastnika.

## Kariera piłkarska
Przygodę z futbolem rozpoczął w 1963 w SD Eibar, grającym na poziomie Segunda División B. Od 1965 występował w SD Indautxu, dla którego w 24 spotkaniach strzelił 14 bramek. Gárate zwrócił uwagę zespołów z La Liga, jednak najlepszą propozycję gry złożyło Atlético Madryt, którą przyjął. Jako zawodnik Los Rojiblancos trzykrotnie został mistrzem Hiszpanii w sezonach 1969/70, 1972/73 oraz 1976/77. Oprócz sukcesów w rozgrywkach ligowych, dwukrotnie sięgnął z Atlético po Puchar Króla w sezonach 1971/72 oraz 1975/76.
Gárate zdobył pierwszą koronę króla strzelców Primera División w sezonie 1968/69 strzelając 14 bramek, dzieląc ten tytuł wraz z Amancio. Sukces ten powtórzył w dwóch następnych sezonach, zdobywając kolejno 16 (wraz z Amancio i Luisem Aragonésem) oraz 17 bramek (ex-aequo z Carlesem Rexachem).
Ormaechea w 1974 wystąpił w finale Pucharu Europy, gdzie Atlético zremisowało w pierwszym spotkaniu 1:1, a w drugim przegrało 0:4 z Bayernem Monachium. Pomógł klubowi w zdobyciu Pucharu Interkontynentalnego w 1974. Łącznie przez 11 lat gry dla Rojiblancos zagrał w 241 spotkaniach, w których strzelił 109 bramek. Jako zawodnik Atlético w 1977 zakończył karierę piłkarską.
| Sezon   | Klub            | Kraj      | Rozgrywki          | Mecze | Bramki |
| ------- | --------------- | --------- | ------------------ | ----- | ------ |
| 1963/64 | SD Eibar        | Hiszpania | Segunda División B |       |        |
| 1964/65 | SD Eibar        | Hiszpania | Segunda División B |       |        |
| 1965/66 | SD Indautxu     | Hiszpania | Segunda División   | 24    | 14     |
| 1966/67 | Atlético Madryt | Hiszpania | Primera División   | 14    | 9      |
| 1967/68 | Atlético Madryt | Hiszpania | Primera División   | 23    | 8      |
| 1968/69 | Atlético Madryt | Hiszpania | Primera División   | 20    | 14     |
| 1969/70 | Atlético Madryt | Hiszpania | Primera División   | 30    | 16     |
| 1970/71 | Atlético Madryt | Hiszpania | Primera División   | 28    | 17     |
| 1971/72 | Atlético Madryt | Hiszpania | Primera División   | 16    | 5      |
| 1972/73 | Atlético Madryt | Hiszpania | Primera División   | 24    | 5      |
| 1973/74 | Atlético Madryt | Hiszpania | Primera División   | 29    | 11     |
| 1974/75 | Atlético Madryt | Hiszpania | Primera División   | 32    | 17     |
| 1975/76 | Atlético Madryt | Hiszpania | Primera División   | 24    | 7      |
| 1976/77 | Atlético Madryt | Hiszpania | Primera División   | 1     | 0      |

## Kariera reprezentacyjna
Gárate zadebiutował w drużynie narodowej 22 października 1967 w meczu przeciwko Czechosłowacji, wygranym 2:1, strzelając jedną z bramek. W trzech pierwszych spotkaniach zdobył łącznie 4 bramki. Uczestnik eliminacji do Mistrzostw Europy 1968 i 1976. 
Zagrał także w czterech spotkaniach eliminacji do Mistrzostw Świata 1974. Nigdy nie został powołany do zespołu na turniej finałowy Mistrzostw Świata lub Europy. Po raz ostatni w reprezentacji zagrał 17 kwietnia 1975 w meczu przeciwko Rumunii, zremisowanym 1:1. Łącznie w latach 1967–1975 Gárate zagrał w 18 spotkaniach reprezentacji Hiszpanii, w których strzelił 5 bramek.
| Mecze i gole w reprezentacji | Mecze i gole w reprezentacji | Mecze i gole w reprezentacji | Mecze i gole w reprezentacji | Mecze i gole w reprezentacji | Mecze i gole w reprezentacji | Mecze i gole w reprezentacji |
| #                            | Data                         | Miasto                       | Przeciwnik                   | Gol                          | Wynik                        | Rozgrywki                    |
| ---------------------------- | ---------------------------- | ---------------------------- | ---------------------------- | ---------------------------- | ---------------------------- | ---------------------------- |
| 1.                           | 22.10.1967                   | Madryt                       | Czechosłowacja               | Gol                          | 2:1                          | El. ME 1968                  |
| 2.                           | 11.12.1968                   | Madryt                       | Belgia                       | Gol                          | 1:1                          | El. MŚ 1970                  |
| 3.                           | 15.10.1969                   | La Línea de la Concepción    | Finlandia                    | Gol · Gol                    | 6:0                          | El. MŚ 1970                  |
| 4.                           | 11.02.1970                   | Sewilla                      | RFN                          |                              | 2:0                          | towarzyski                   |
| 5.                           | 21.02.1970                   | Madryt                       | Włochy                       |                              | 2:2                          | towarzyski                   |
| 6.                           | 22.04.1970                   | Lozanna                      | Szwajcaria                   |                              | 1:0                          | towarzyski                   |
| 7.                           | 28.10.1970                   | Saragossa                    | Grecja                       |                              | 2:1                          | towarzyski                   |
| 8.                           | 20.02.1971                   | Cagliari                     | Włochy                       |                              | 2:1                          | towarzyski                   |
| 9.                           | 12.04.1972                   | Saloniki                     | Grecja                       |                              | 0:0                          | towarzyski                   |
| 10.                          | 23.05.1972                   | Madryt                       | Urugwaj                      | Gol                          | 2:0                          | towarzyski                   |
| 11.                          | 17.01.1973                   | Ateny                        | Grecja                       |                              | 3:2                          | El. MŚ 1974                  |
| 12.                          | 21.02.1973                   | Malaga                       | Grecja                       |                              | 3:1                          | El. MŚ 1974                  |
| 13.                          | 02.05.1973                   | Amsterdam                    | Holandia                     |                              | 2:3                          | towarzyski                   |
| 14.                          | 21.10.1973                   | Zagrzeb                      | Jugosławia                   |                              | 0:0                          | El. MŚ 1974                  |
| 15.                          | 24.11.1973                   | Stuttgart                    | RFN                          |                              | 1:2                          | towarzyski                   |
| 16.                          | 13.02.1974                   | Frankfurt nad Menem          | RFN                          |                              | 0:1                          | El. MŚ 1974                  |
| 17.                          | 05.02.1975                   | Walencja                     | Szkocja                      |                              | 1:1                          | El. ME 1976                  |
| 18.                          | 17.04.1975                   | Madryt                       | Rumunia                      |                              | 1:1                          | El. ME 1976                  |

## Sukcesy
Atlético Madryt
- Puchar Interkontynentalny (1): 1974
- Finał Pucharu Europy (1): 1973/74
- Mistrzostwo Primera División (3): 1969/70, 1972/73, 1976/77
- Puchar Króla (2): 1971/72, 1975/76
- Król Strzelców Primera División (3): 1968/69, 1969/70, 1970/71